# Křížková cesta
Okruh zvaný Křížková cesta byl vytvořen v roce 2012, má charakter naučné stezky a spojuje téměř třicet drobných sakrálních památek v okolí vrchu Vladař na Žluticku v jihovýchodní části okresu Karlovy Vary.
V roce 2015 byl péčí obce Pšov vyznačen v terénu.

## Základní údaje
Stezku včetně propagačních materiálů zajistilo občanské sdružení Spolek okrašlovací Vladař. Cesta je okruhem, spojujícím 23 lokalit s celkem 28 sakrálními památkami, z drtivé většiny opravenými či renovovanými, příp. v terénu nově umístěnými, po roce 2000.

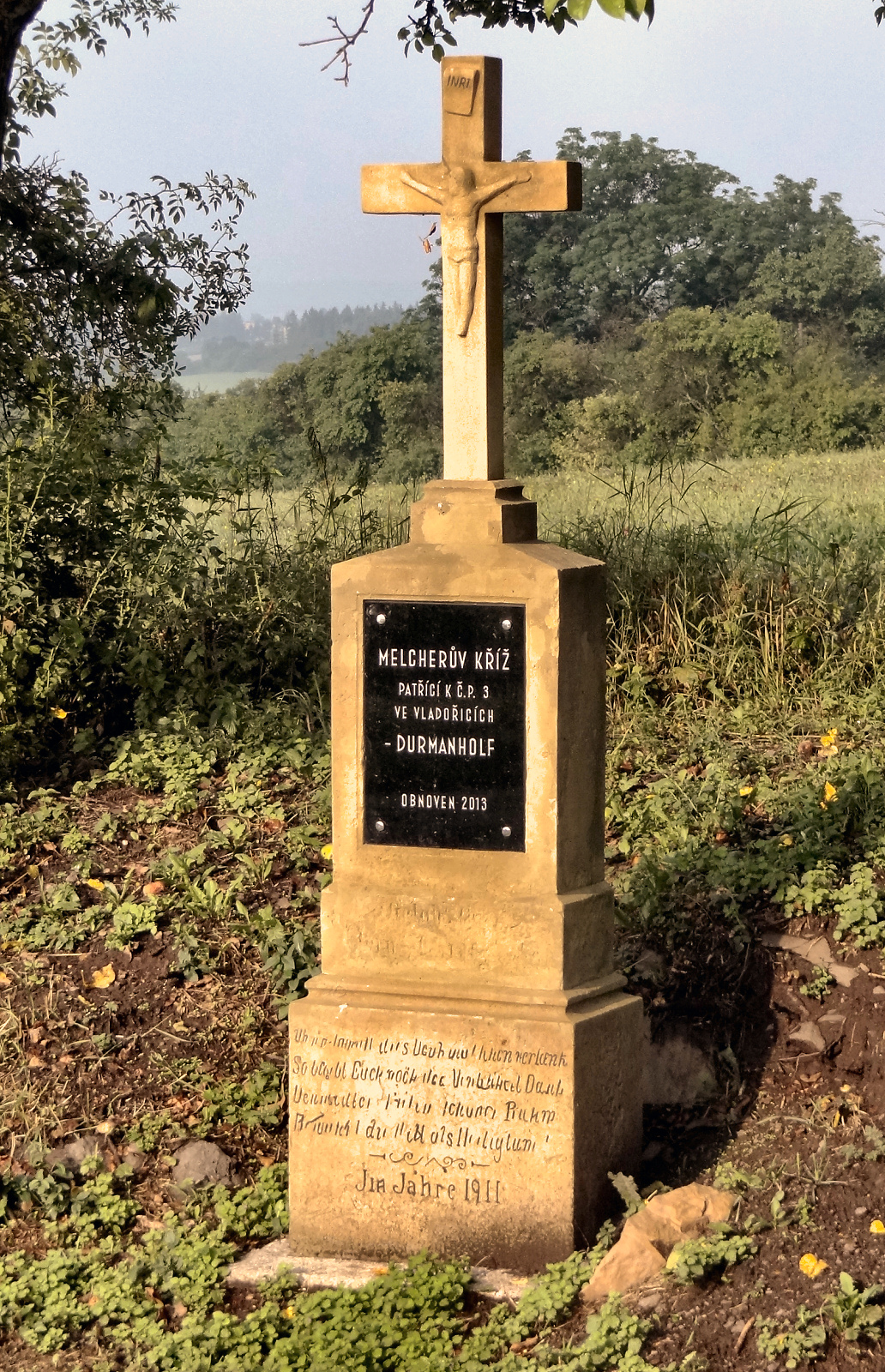
Křížek u Vladořic – jedna z památek na trase

Cesta začíná na náměstí ve Žluticích a okolo Semtěše, Pšova, Močidlce, Bohuslavi, Vladořic, Kolešova a Strabovského Mlýna se vrací zase do Žlutic. Okruh dlouhý zhruba 20 km je přednostně určen cyklistům, protože vede po silnicích II. a III. třídy a částečně po zpevněných polních cestách, ale je využíván i pěšími turisty, zejména v okolí Močidlce, Vladořic a Kolešova. Jejím cílem je seznámit návštěvníky s drobnými sakrálními památkami, jako jsou křížky, boží muka, náboženské výjevy, kapličky apod., kterých je v oblasti velké množství a mnohdy zůstávají nepovšimnuty, nehledě na obtížné dohledání jejich konkrétní historie. Trasa byla následně v terénu vyznačena pomocí standardního značení žlutými tabulkami cyklotrasy s logem stezky, ovšem značení je instalováno pouze ve výše zmíněném směru, tedy ze Žlutic směrem na Semtěš. Značení končí u železniční zastávky Záhořice v místě zvaném Záhořický kříž. Shodné tabulky v blízkosti jednotlivých zastavení také uvádějí názvy památek. Stezka je vyobrazena na informačních tabulích a propagačních materiálech. Mapku i s informacemi je možné získat např. v informačních střediscích ve Žluticích, Chyši či Rabštejně nad Střelou.

## Další naučné stezky
Krajinou pod Vladařem byly v posledních letech vybudovány další naučné či jiné stezky, které se trasami s touto zčásti prolínají:
- Naučná stezka Cesta za pověstí
- Dětská naučná stezka sovy Rozárky